# Йохан Лудвиг фон Лайнинген-Вестербург-Алтлайнинген
Йохан Лудвиг фон Лайнинген-Вестербург-Алтлайнинген (на немски: Johann Ludwig zu Leiningen-Westerburg-Altleiningen; * 6 юни 1807; † 31 октомври 1864) е граф от Лайнинген-Вестербург в Алтлайнинген.
Той е вторият син на граф Фридрих I Лудвиг Христиан фон Лайнинген-Вестербург-Алтлайнинген (1761 – 1839) и втората му съпруга Елеонора Мария Брайтвизер (1781– 1841), която е направена „графиня фон Бретвитц“. Децата им са легитиминирани след женитбата на родителите им през 1813 г.
Братята му са Фридрих II Едуард (1806 – 1868), Георг Август (1815 – 1850), Карл Август (1819 – 1849) и Виктор Август (1821 – 1880).
Йохан Лудвиг умира на 31 октомври 1864 г. Брат му Виктор Август поема до 1874 г. опекунството над син му Фридрих III Випрехт Франц.

## Фамилия
Йохан Лудвиг се жени 1850 г. за фрайин Хермина фон и цу Щадл-Корнберг (* 7 септември 1815; † 7 септември 1869). Те имат децата:
- Фридрих III Випрехт Франц (1852 в Любляна – 1916 в Илбенщат), граф на Лайнинген-Вестербург-Алтлайнинген, женен I. 1875 г. (развод 1895) Олга фон Брайлард (1850 – 1937), II. 1907 г. за фрайин Мария Шлуга фон Растенфелд (* 1884)
- Хесо (1855 – 1885 в Калифорния), женен за Маргарета Майер (1858 – 1912)
- Габриела (1851 – 1857)
- Виктория Хермина Матилда (1859 – 1933)